# リニアパーク

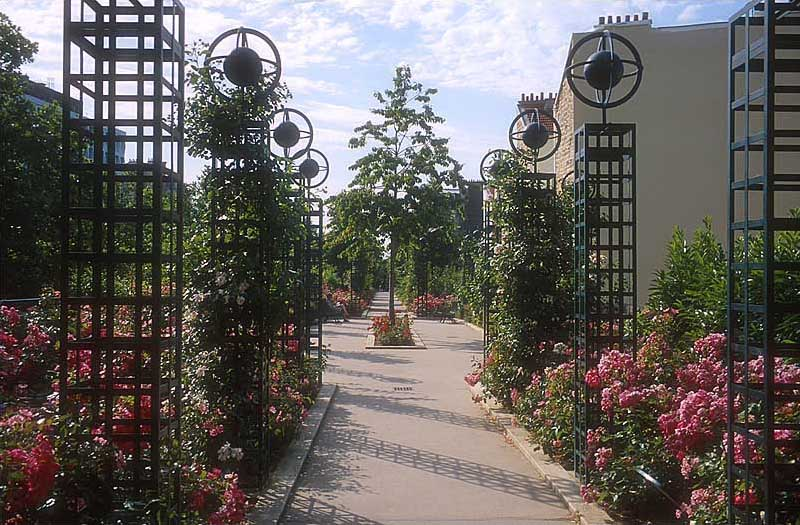
プロムナード・プランテは、フランスパリ12区の老朽化した鉄道インフラの上に建設された 4.7 km (2.9 マイル) の高架リニアパーク

[エメラルド ネックレスの計画、米国ボストン、1894年

リニアパーク（英：linear park）とは、公園緑地の一種で、帯状の敷地を有し、帯状敷地の幅よりも長さがかなり長い公園である。直線的な長さに比例して非常に狭く、幅が一様である。
リニアパークという用語は1960年代から定期的に使われ始めたとされるが（Google Ngram Viewer）、用法が最も古いのはイギリスで、テムズ川の「リニア国立公園」の構想に言及したもので、エリック・サミュエル・デ・マレによる著書『Time on the Thames』（Architectural Press, 1952）にある「直線的な国立公園」（Ngram）とされている。しかし、Google Ngram Viewerは、1939年のアメリカの例などそれ以前の例を示している（Supplementary report of the Urbanism Committee to the National Resources Committee, Volume 2. アメリカ合衆国。国家資源委員会。都市論研究委員会。クラレンス・アディソン・ダイクストラ。U.S. Govt. 1939）。1873年にも使われていたかもしれないようであるが、これにはNgramは出典を示していない。
これらのリニアパークは、運河、河川、小川、防壁、電線、または高速道路に沿って走る公有地の短冊状土地とエスプラネード（海岸線前浜などで、リニアパークの例としては、野生生物の回廊から川沿いの道、トレイルまで、広い意味でのリニアパークがある。他の例としてはレールトレイル（「rails to trails」）があり、これは使われなくなった鉄道敷地を既存の構造物を取り除いてレクリエーション用に改造したものである。
一般的に、このようなリニアパークは、オープンな緑地に対する密集した都市のニーズに官民が対応した結果生まれたものである。リニアパークは都市部に張り巡らされており、都市緑地のスペース不足と必要性の解決策として登場したほか、緑道として分類されることもある。オーストラリアでは、海岸沿いのこうしたリニアパークはen:foreshorewayとして知られている。

## リニアパークの一覧

### ヨーロッパ

#### ベルギー
- Parc de la Senne（センヌ公園 ブリュッセル）

#### フランス
- プロムナード・プランテ（パリ）

#### ドイツ
- de:Mauerpark（ベルリン）
- Mittellandkanal（ハノーファー）
- Kattenbrook-Park（ハノーファー）

#### アイルランド
- en:Dodder Park（ダブリン）
- en:Lansdowne Valley Park（ダブリン）

#### ポルトガル
- Tagus Linear Park（en:Povoa de Santa Iria、タホ川沿)

#### スペイン
- Sagera Linear Park（バレンシア）
- Parc de la Rambla de Sants（バルセロナ）
- Turia Gardens (Jardín del Turia)（バレンシア）

#### イギリス
- en:Brampton Valley Way（ノーサンプトンシャーとレスターシャー）
- en:Eastside City Park（バーミンガム）
- en:Hogsmill River Park（ロンドン）
- en:Mile End Park（en:East London）

### 北米

#### カナダ
- en:Beltline Linear Parkとen:West Toronto Railpath（オンタリオ州トロント）
- en:Grand Concourse (St. John's)（ニューファンドランド・ラブラドール州）: 直線状の公園を備えた歩道システム
- Meewasin Trail（サスカチュワン州サスカトゥーン）
- Parc linéaire de la rivière Saint-Charles（ケベック州ケベック・シティー）
- en:Parc Linéaire Le P'tit Train du Nord（サン・ジェローム (ケベック州)からen:Mont-Laurier）
- Strathcona Linear Park（ブリティッシュコロンビア州バンクーバー）

#### 米国
- en:Alewife Linear Park（マサチューセッツ州）
- Bloomingdale Trail (The 606)（イリノイ州シカゴ）
- en:Blue Ridge Parkway（ノースカロライナ州とバージニア州）
- Brickell Key Baywalk, Miami（フロリダ州）
- en:Buffalo Bayou Park（テキサス州ヒューストン）
- Burnham Greenway, Chicago（イリノイ州）
- en:Charles River Esplanade（マサチューセッツ州ボストン）
- en:Chesapeake and Ohio Canal National Historical Park（ワシントンD.C.、ウエストバージニア州、メリーランド州）
- en:Delaware and Raritan Canal State Park（en:Central New Jersey）
- en:Dequindre Cut（ミシガン州デトロイト）
- en:East Boston Greenway（マサチューセッツ州ボストン）
- Eastern Parkway（ニューヨーク市）
- en:Elizabeth River Parkway（ユニオン郡 (ニュージャージー州)）
- Embarcadero（カリフォルニア州サンフランシスコ）
- en:Freeway Park（ワシントン州シアトル）
- George Redman East Providence-Providence（ロードアイランド州）
- en:Grand Park（カリフォルニア州ロサンゼルス）
- en:Great Highway（カリフォルニア州サンフランシスコ）
- ハイライン（ニューヨーク市）
- en:Hollywood Central Park（カリフォルニア州ロサンゼルス）
- en:Hoover-Mason Trestle（ベスレヘム (ペンシルベニア州)）
- en:Hudson River Park（ニューヨーク市）
- en:Illinois Prairie Path（デュページ郡 (イリノイ州)）
- Indianapolis Cultural Trail（インディアナ州インディアナポリス）
- en:James River Park System（リッチモンド (バージニア州)）[10]
- en:Little Sugar Creek Greenway（ノースカロライナ州シャーロット）
- en:Midtown Greenwayとtrails network（ミネソタ州ミネアポリス）
- en:Mosholu Parkway（ニューヨーク市ブルックリン区）
- Ocean Parkway, New York City
- en:Passaic River Parkway（ニュージャージー州ユニオン郡）
- Pastor Willie James Ford, Sr. Linear Park（フロリダ州ディアフィールドビーチ）[11]
- Pelham Parkway（ニューヨーク市ブロンクス）
- en:Rahway River Parkway（ニュージャージー州ユニオン郡）
- en:Rose Kennedy Greenway（マサチューセッツ州ボストン）
- Riverfront Park (Arkansas River Trail)（アラスカ州リトルロック）
- en:Rotary Trail（アラバマ州バーミンガム）
- Salesforce Park（サンフランシスコ）
- en:San Antonio River Walk（テキサス州サンアントニオ）
- Stowe Recreation Path, Stowe, Vermont）
- The Loop（ツーソン (アリゾナ州)）
- The Underline (Miami-Dade County)（マイアミ・デイド郡 (フロリダ州)）
- en:Vanderbilt Motor Parkway（ニューヨーク市クイーンズ）
- Walkway over the Hudson State Historic Park（ポキプシーとハイランド、ニューヨークの歩道[12]
- en:Washington & Old Dominion Railroad Regional Park（en:Northern Virginia）

#### メキシコ
- Linea Verde（アグアスカリエンテス州）
- en:Parque Lineal (Puerto Vallarta)）

### アジア

#### 香港
- en:Avenue of Stars, Hong Kong）

#### シンガポール
- Rail Corridor, Singapore

#### イラン
- en:Seyyed morteza linear park（カシュマール）

#### イスラエル
- en:Yarkon Park（テルアビブ）

#### 日本
- 大通公園（札幌市）

#### フィリピン
- en:Plaza Moriones（マニラ）
- en:Camaligan River Park（Camaligan）

#### 台湾
- en:Calligraphy Greenway（台中市）

#### 韓国
- en:Seoullo 7017（ソウル特別市）

#### アラブ首長国連邦
- Al zorah linear park（アジュマーン市）

### オーストラリア
- en:Stirling Linear Park）（アデレード近郊）
- en:Sturt River Linear Park）（アデレード近郊）
- en:The Goods Line（シドニー）
- en:Torrens Linear Park（アデレード）